# Бьянка (певица)
Бья́нка (настоящее имя — Татья́на Эдуа́рдовна Липни́цкая; бел. Таццяна Эдуардаўна Ліпніцкая; род. 17 сентября 1985, Минск) — белорусская и российская R&B-певица, автор песен, музыкальный продюсер, танцовщица и телеведущая. Одна из первых исполнителей R&B в России. Её музыкальная карьера началась в 2003 году после сотрудничества с проектом «Серёга», ради которого она отказалась представлять Белоруссию на конкурсе «Евровидения». В начале своего творчества она называла свой стиль «Русским народным R’n’B», основой которого является смесь американского урбана с русским поп-фолком с его частушками и фольклорными мотивами.
Первый альбом «Русский народный R’n’B» был выпущен в 2006 году на лейбле «Sony BMG». В 2007 году было выпущено переиздание этого альбома, было изменено и название, которое соответствовало названию единственной новой песни переиздания «Про лето».
В 2008 году был выпущен второй альбом «38 замков». В 2011 году был выпущен третий альбом «Наше поколение», в котором сошлись уличный хип-хоп, прогрессивный рок и лиричные мелодии. В 2014 году был выпущен четвёртый студийный альбом «Бьянка.Музыка», в котором певица ушла от стиля «Русский народный R’n’B» и представила симбиоз эстрадной музыки и R&B, не делая перекос ни в одну, ни в другую сторону.
В 2007 году Бьянка удостоилась премии «MTV Russia Music Awards» в номинации «Лучший хип-хоп-проект».
В 2013 году на Украине на песенном конкурсе «Песня года» получила награду «эксклюзив украинской песни» за исполнение песни «Відпусти» (музыка и слова её). В 2014 году Бьянка получила первый в своей карьере «Золотой граммофон» за лиричную соул-балладу «Я не отступлю», а в 2015 году получила «Премию RU.TV» в номинации «Креатив года» за песню «Звук Г*».

## Биография и карьера

### 1985—2004: Детство и юность
Татьяна родилась 17 сентября 1985 года в Минске. Старший брат Александр Липницкий — дирижёр оркестра.
Сценическая карьера певицы началась с пения в хоре и участия в кружке народных танцев. Бьянка пела про «калинку» и «берёзки» в оркестре, однако из хора её отчислили за нетрадиционный вокал. 4 года она проработала в Государственном оркестре симфонической и эстрадной музыки Республики Беларусь под управлением Михаила Финберга. Из «официального» искусства артистка перешла в эстрадную студию. Бьянка уже в 16 лет сформировала себе достойный репертуар. С ним она в 2001 году получила гран-при двух международных фестивалей — «Мальва» и «Белая Русь», а на конкурсе имени М. К. Огинского заняла третье место по классу виолончели.

### 2005—2006: Саундтрек «Лебединая» и дебютный альбом «Русский народный R’n’B»
Певица принимала участие в записи двух альбомов исполнителя Сергея Пархоменко, а позже — дуэтом с Максом Лоренсом записала композицию «Лебединая» — саундтрек к российскому блокбастеру «Бой с тенью». После этого у исполнительницы появился псевдоним «Бьянка».
После начала сотрудничества с Сергеем Пархоменко появились слухи о том, что у Бьянки с рэпером закрутился роман.

Мне понравилось, я подумала и решила, почему бы и нет, тем более что это имя подходит моему характеру и стилю музыки. Я считаю, что Яна или же любое другое русское/белорусское имя звучит не по r`n`b, а профессионально я всегда работала только в этом стиле. Я люблю индивидуальность, поэтому я считаю, что это имя мне идеально подходит, не только мне, но и стилю моей музыки
— Бьянка
В 2006 году певица записывает треки для своего первого студийного альбома «Русский народный R’n’B». В этом же году вышел дебютный клип певицы на песню «Были танцы», режиссёром которого стал Владимир Якименко. Сама песня «Были танцы» имеет 38 платиновых сертификаций в России.

### 2007—2009: «Про лето» и «38 замков»
В 2007 году вышло переиздание первого альбома певицы под названием «Про лето», в который помимо песен из первого альбома вошла и новая одноимённая песня. На песню «Про лето» был выпущен клип.
В 2008 году выходит второй студийный альбом Бьянки «38 замков». На песни «Про любовь» и «Спаси» были выпущены клипы.
В 2009 году выходит композиция певицы «За тобой», с которой певица во второй раз выступила на песенном фестивале «Песня года».

### 2010—2012: «Наше поколение»
В январе 2010 года певица уходит от своего продюсера Михаила Шияна, тем самым начиная самостоятельную карьеру, и подписывает контракт с лейблом «Gala Records», и в 2011 году выходит третий студийный альбом певицы «Наше поколение». В альбоме певица представила смесь из уличного хип-хопа и лиричных мелодий. Алексей Мажаев из InterMedia писал: «… грубоватый новый имидж неплохо придуман, но в альбоме не везде выглядит естественным, не говоря уже о том, что певица не до конца придерживается этой линии: лирические дуэты с Сацурой и Дино МС47 и отчаянный любовный рэп „Без сомнения“ выдают в Бьянке столичную штучку, закосившую под разбитную колхозницу». В альбоме также были записаны дуэты с другими рэперами.
На песни «А чё чё», «Ты моё лето», «Без сомнения» и «Белый пляж» были выпущены клипы.
В 2012 году певица выпустила два сингла: «Весна-лето 3 (про Зою)» и «Рага», в котором присутствовали элементы регги. На обе песни были выпущены клипы. Клип «Весна-лето 3» был номинирован на премию телеканала RU.TV.

### 2013—2014: «Бьянка. Музыка»
В апреле 2013 года певица выпустила клип на песню «Музыка», ознаменовавшей переход к клубной и танцевальной музыке. Следующей песней стала композиция «Alle TanZen», что в переводе на русский означает «Танцуют все», премьера видеоклипа состоялась 27 августа на интернет канале WOW TV.
5 ноября 2013 года было представлено видео на сингл «Ногами Руками», содержащей элементы традиционного R'n'B и клубного бита. Премьера песни «Руками и ногами» состоялась на сцене клуба Известия Hall в рамках празднования дня рождения телеканала A-One «Монстры Музыкального Мейнстрима».
25 марта 2014 года состоялся релиз четвёртого студийного альбома певицы «Бьянка.Музыка». В InterMedia альбому поставили 3 звезды из 5 возможных. В альбоме певица отошла от своего стиля «Русский народный R’n’B», в котором она представила более сдержанный симбиоз эстрадной музыки и R&B.
С 17 ноября 2014 года Бьянка ведёт R’n’B-чарт на канале Муз-ТВ.
В августе 2014 года певица выпускает скандальную песню «Звук Г*», за которую получает премию RU.TV 2015 в номинации «Креатив года». В ноябре 2014 года прошла вторая премия телеканала MusicBox, в которой Бьянка получает награду в номинации «Лучший хип-хоп-проект».

### «Я не отступлю»
Ещё до выпуска четвёртого альбома Бьянка запустила четвёртый сингл «Я не отступлю», который в дальнейшем стал одним из популярных синглов в карьере певицы. Песня более 20 недель держалась в чарте, что позволило Бьянке получить первую в своей карьере статуэтку «Золотого граммофона». Также певица в третий раз выступила на песенном фестивале «Песня года». Также песня присутствовала в номинации «Песня года» на премии RU.TV 2015, а клип на песню был номинирован на премию Муз-ТВ 2015 в номинации «Лучшее женское видео».
В декабре 2014 года был выпущен сингл «Кеды», благодаря ему певица в четвёртый раз выступила на песенном фестивале «Песня года».

### 2015—2016: «Мысли в нотах»
В мае 2015 года певица выпустила клип на песню «Sexy Frau», который номинирован на Премию RU.TV 2016 в номинации «Самое сексуальное видео». Также в этой номинации представлена песня «Стиль собачки» дуэта «Потап и Настя Каменских», участие в котором приняла и Бьянка.
Также певица написала дебютную песню для бывшей солистки российской R&B-группы 5sta family, Юлианны Карауловой. Песня «Ты не такой» стала хитом 2015 года, достигнув 2 места в Общем чарте стран СНГ.
В ноябре 2015 года был выпущен дуэт певицы с рэпером Мотом «Абсолютно всё». Песня заняла верхушку Чарта по заявкам, став первой песней для обоих исполнителей, возглавившей этот чарт. Песня стала номинантом в категории Лучший дуэт на Премии Муз-ТВ 2016 и Премии RU.TV 2016,на которой Мот и Бьянка одержали победу. По итогам 2016 года песня получает Золотой граммофон.
В начале 2016 года певица выпустила песню под своим альтер эго Бьянка а.к.а. Краля. Песня была обращена к хейтерам и в ней содержалась ненормативная лексика, поэтому она получила крайне негативную реакцию у слушателей.
В мае 2016 года Бьянка выпустила песню «Крыша», а затем перезаписала её дуэтом с рэпером Серёгой. На дуэтную версию песни снят клип. Этот дуэт также номинируется в категории Дуэт года на премию телеканала MusicBox.
16 сентября 2016 года в iTunes состоялся релиз пятой номерной пластинки Бьянки «Мысли в нотах», а 25 октября вышел клип на песню с таким же названием.

### 2017—2018: Мини-альбом «Чем мне любить» и «Гармония»
17 февраля 2017 года вышел клип на дуэтную песню Бьянки и
ST — «Крылья».
7 апреля совместно с группой «Пицца» состоялась премьера видеоклипа на песню «Лети».
Также в мае 2017 года певица Юлианна Караулова выпустила песню «Не верю», автором музыки и слов которой выступила Бьянка.
14 июня Бьянка выпустила новую песню под названием «Вылечусь», а 16 июня на неё же был выпущен клип.14 декабря была выпущена песня «Такси».
1 июня 2018 года вышел новый мини-альбом «Чем мне любить», в который вошли 5 песен, одна из которых является вторым дуэтом с рэпером ST — «На дух не переношу», две новые песни «В чувствах» и «Чем мне любить» и уже ранее выпущенные «Вылечусь» и «Такси» также вошли в альбом.
21 сентября 2018 года состоялся релиз нового альбома Бьянки «Гармония», который певица полностью придумала и записала на Бали. Альбом был записан в стиле ритм-н-блюз, соул и регги. В некоторых песнях были задействованы оркестровые инструменты. Отличительной особенностью альбома также является необработанный голос.
Бьянка об альбоме «Гармония» в одном из интервью:

«Итогом работы последних двух лет стал недавно вышедший альбом „Гармония“, который был записан с симфоническим оркестром. Это песни для души, совершенно не коммерческий проект. Давно хотела сделать альбом такой негромкой музыки, которую приятно слушать в машине, использовать как подзвучку дома или в каком-то баре-ресторане. Этот альбом — моя гордость, очень его люблю».
— Бьянка
27 декабря Бьянка выпустила клип на песню «Четверг».

### 2019 — по настоящее время: Новые синглы и альбом «Волосы»

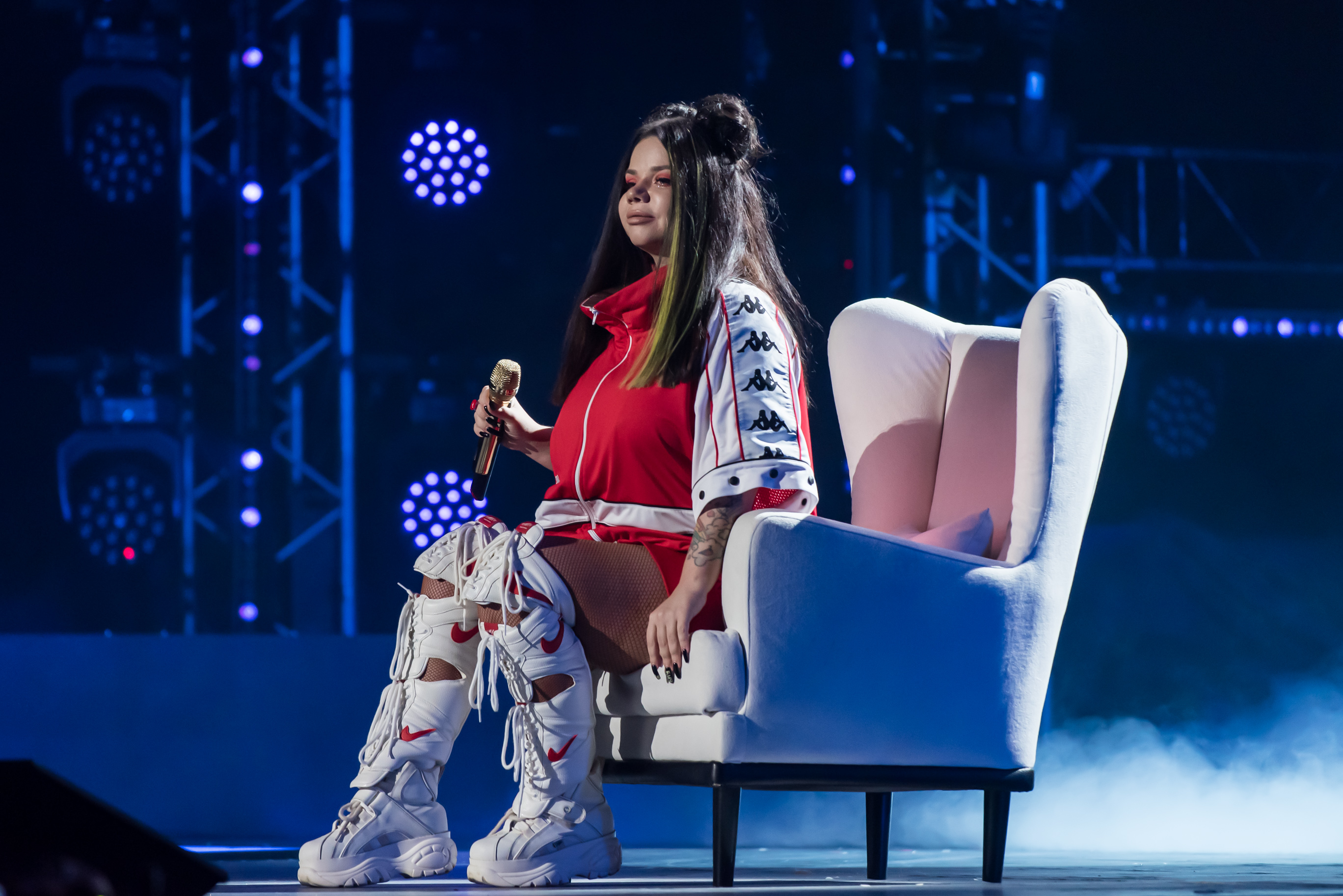
Бьянка в Санкт-Петербурге, 2022

В феврале 2019 года стало известно, что певица работает над записью нового альбома, выход которого запланирован на осень текущего года. 5 апреля состоялась премьера нового сингла Бьянки «Травой», а 24 апреля на него был выпущен мульт-клип.
17 мая вышел сингл «Полный пи**ец» и его цензурная версия «Волосы», 12 июня на песню был выпущен клип.
12 июля певица выпустила сингл «Мой пацан».
4 октября состоялась премьера сингла «Космос». 22 ноября, совместно с предзаказом альбома стал доступен для прослушивания трек «Наши тела».
29 ноября Бьянка выпустила песню из нового альбома «Почему я».
6 декабря состоялся релиз нового альбома «Волосы», в который также вошли песни: «Текила бум», «Василёк», «Кто тут мама» и «Дождь на ресницах». Альбом получился в стиле дип-хаус, R’n’B и соул. Песню «Василёк» Бьянка написала в честь своей бабушки.
27 декабря был выпущен сингл «На снегу».
7 февраля 2020 года вышел новый сингл Бьянки «Фонари». 18 марта была выпущена песня «Пандемия» в честь пандемии COVID-19, а 31 марта состоялась премьера клипа на эту песню. 24 апреля была выпущена песня «Шайзе». 26 июня была выпущена песня «Таня», а 3 августа состоялась премьера Mood-видео на эту песню. 18 августа Бьянка совместно с Максом Лоренсом выпустили песню «Белая Русь». 21 августа совместно с Артуром Бабичем выпустили песню «Были танцы», а 10 октября клип на эту песню. 16 октября была выпущена совместная песня с Slimus «Парашют». 25 декабря была выпущена песня «Холодный бит».

## Личная жизнь
В феврале 2018 года Бьянка сообщила о помолвке с гитаристом Романом Безруковым, а 7 августа того же года пара сыграла свадьбу. В конце декабря 2018 года стало известно о разводе супругов. В интервью для «Peopletalk» Бьянка сообщила, что инициатором развода была она сама. Развод был официально оформлен в октябре 2021 года.
Также певица призналась, что уже некоторое время страдает от панических атак.

## Музыкальные стили и артистизм
Свой стиль певица называет «русским R’n’B». Отличается он от привычного тем, что в песнях присутствует лиризм и используются русские народные инструменты, такие как гармонь и балалайка. В стиле «русский народный R’n’B» записан дебютный альбом Бьянки из 12 песен. Музыку и слова ко всем композициям написала сама певица. Впрочем, в своём творчестве Бьянка сделала поправку на российскую действительность.
По словам самой Бьянки, её песни про настоящую, искреннюю любовь, в которых присутствует частичка её по-настоящему славянской души.

Я рассказываю о своих переживаниях прямо, без всяких подтекстов. Кроме этого, славянскость моих песен подчёркивает музыкальная гармония и определённые, именно наши, инструменты: балалайка, гармонь и скрипка
— Бьянка
2010—2011 года — это период экспериментов со словами, музыкой, направлениями. Время становления новых творческих дуэтов, в том числе и с иностранными исполнителями — репер St1m, Dino MC47, Aper и htgth Yang Fame. Эти композиции и другие англоязычные песни вошли в новый альбом «Наше поколение».
В 2013 году Бьянка совершает кардинальный поворот в творчестве и неожиданно для своих поклонников предстаёт в образе клубной дивы под мощный электронный бит, в дискотечных лучах и в сопровождении целой армии танцоров.

Для меня эта работа стала своего рода экспериментом, следующим шагом вперёд — навстречу одной из главных любовей всей моей жизни Музыке. Я очень люблю танцы, и хореография всегда была одной из ключевых составляющих в моих видео, но специально для съёмок этого клипа мне пришлось освоить совершенно новый и отличный от всего, что я делала раньше, стиль. Я получила огромное удовольствие и думаю продолжить работу в направлении танцевальной музыки
— Бьянка
Клип «Ногами Руками» является воплощением одного из снов певицы, который Бьянка неоднократно видела ещё в детстве на протяжении нескольких лет. По словам самой исполнительницы, ей очень хотелось отразить в своей новой работе увиденную ею атмосферу волшебства и показать зрителю всё именно так, как ей снилось. Видео наполнено соответствующей «волшебной» символикой: здесь и большой белый аист, и совы, и экзотические бабочки, и настоящий тарантул, которого Бьянке пришлось посадить себе на лицо для достоверности кадра. На этот мужественный шаг певицу отчасти подтолкнул режиссёр клипа Алексей Голубев, в сотрудничестве с которым певица ранее представила клип «Alle TanZen».
В своих интервью Бьянка часто говорит, что её кумирами являются Лорин Хилл и Бейонсе.

## Дискография

### Студийные альбомы
- «Русский народный R’n’B» (2006)
- «38 замков» (2008)
- «Наше поколение» (2011)
- «Бьянка.Музыка» (2014)
- «Мысли в нотах» (2016)
- «Гармония» (2018)
- «Волосы» (2019)

### Мини-альбомы
- «Чем мне любить» (2018)

## Автор песен для других исполнителей
| Исполнитель        | Название                                            |
| ------------------ | --------------------------------------------------- |
| БигБэта            | «Девушка сильная» «Шампанское» «Это Новый Год? Да!» |
| НОТА               | «Она красивее»                                      |
| Юлианна Караулова  | «Ты не такой» «Не верю»                             |
| Наталья Подольская | «Землянин»                                          |

## Фильмография
| Год  | Название                      | Роль                            |
| ---- | ----------------------------- | ------------------------------- |
| 2011 | Краткий курс счастливой жизни | камео                           |
| 2013 | Под прицелом                  | Анастасия, певица, жена Павлова |
| 2012 | Кухня (1 сезон, 19 серия)     | камео                           |
| 2014 | Неформат                      | Мелена, певица                  |
| 2016 | На Байкал 3                   | камео                           |